# Setge de Xàtiva (1086)
El Setge de Xàtiva de 1086 fou una de les batalles dutes a terme per Yahya al-Qàdir per a dominar de l'emirat de Balànsiya.

## Antecedents
El 1086 Al-Múndhir Imad-ad-Dawla, emir de Turtuixa i Dàniyya, rebia el suport de Berenguer Ramon II per capturar l'emirat de Balànsiya i obtenir la continuïtat territorial, estava sent fustigat per l'Emirat de Saraqusta, que tenia com aliat Rodrigo Díaz de Vivar, especialment actiu a la zona de Morella.
Alfons VI de Castella va conquerir Balànsiya el febrer de 1086 amb les tropes castellanes d'Alvar Fáñez, que es quedà encarregat de la defensa perquè Yahya al-Qàdir hi pogués governar l'emirat de Balànsiya, on fou reconegut tret de Xàtiva, on el seu wali, ibn Mahqur es va negar a jurar jurament al nou emir.
Yahya al-Qàdir va requerir expressament per segona vegada el seu jurament amb un emissari amb presents, i amb la seva nova negativa, Xàtiva fou assetjada.

## El setge
Ibn Mahqur va sol·licitar el suport de l'emir de Dàniyya, i Al-Múndhir Imad-ad-Dawla, amb el suport de mercenaris catalans, comandats per Guerau Alemany II de Cervelló van aixecar el setge, i Xàtiva passà a mans d'Al-Múndhir Imad-ad-Dawla.

## Conseqüències
Ibn Mahqur va ser rellevat com a wali de Xàtiva i va fixar la seva residència a Dàniyya, amb les seves riqueses.
Al-Múndhir Imad-ad-Dawla amb el suport dels mercenaris catalans comandats per Guerau Alemany II de Cervelló van atacar Balànsiya el 1086, defensada per Alvar Fáñez, però van haver de desistir.